# Frontière de Champagne
Pour les articles homonymes, voir Champagne.
Le département de la frontière de Champagne est une ancienne intendance du royaume de France. Son chef-lieu était Sedan.
Une ordonnance de juillet 1730 réunit ce département à celui de Metz.
Le département comprenait :
- la ville et principauté de Sedan et ses dépendances :
  - la souveraineté de Raucourt ;
  - la souveraineté de Saint-Menges ;
- la principauté de Château-Regnault ;
- la ville et prévôté de Mouzon ;
- Villefranche ;
- quatre communautés non sujettes à la subvention : Vrigne, Rivière et Issancourt, Bosseval et Floing.